# 瑞林寺 (美濃加茂市)
瑞林寺（ずいりんじ）は、岐阜県美濃加茂市蜂屋町にある臨済宗妙心寺派(東海門派)の寺院。山号は龍雲山。

## 歴史
室町時代後期の文明年間に仁済宗恕が、当時の美濃国守護の土岐成頼(美濃守)から50貫の寄進を受けて、瑞龍寺の悟渓宗頓を請じで開山した。
別名の柿寺とは、二世の仁済宗恕が当地の特産品である蜂屋柿を室町幕府十代将軍足利義稙に献上したところ寺領10石と柿寺の称号を授けられたことによるとされている。
五世の明丘は、豊臣秀吉に蜂屋柿を献上して永楽通宝を50貫と寺領10石を得た。秀吉から他に何か望みはないかと尋ねられたことに対し、「労役に苦しむ村方百姓を御救いください」と言上したところ、蜂屋村に対する諸役御免の証文を得ることができた。
慶長5年(1600年)9月、関ヶ原の戦いのために大垣城を目指して進軍して来た徳川家康に対し、蜂屋村の百姓衆の代表が墨俣で山田長右衛門の仲立ちで蜂屋柿を献上したところ、「大がきが手に入る」と喜んで食べて、それまでの蜂屋村の特権を認めたという。
蜂屋柿は渋柿の一種で、実が大きくて種が少ない。初めは生熟柿にしていたが、後に干柿にするようになった。古より高貴な人物に献上されていたことから、堂上柿とも呼ばれる。
慶長8年(1603年)、火災によって焼失した。
正徳6年=享保元年(1716年)、中御門天皇より、仁済宗恕に対し、本覚霊照大師の諡を賜った。
安永8年(1779年)、再び火災に見舞われたが、寛政年間には旧に復し、享和2年(1802年)には開山堂も落成した。
本尊は室町時代中期の聖観世音菩薩で、内部にハラゴモリ仏と呼ばれる胎内仏が入っており、御開帳の時に限って拝することができる。
寺は国道418号線から北へ少し入り、旧道沿いに県下十名所の石柱から緩い参道を登る。
石段の手前左には、「蜂屋元禄俳人之碑」があり、これは堀部魯九を頂点とする一門の碑である。
本堂の左にある選仏場は、かつて修行僧が座禅したところで、そこに弥勒仏坐像がある。弥勒仏は左手に五輪塔を持つが、この像は地輪、四角の基盤だけを残している。
永禄8年8月28日（1565年9月22日）、織田信長が堂洞合戦で堂洞城を攻めた際に、弥勒仏は首を抜かれて地中に埋めて隠されたことにより難を逃れたという伝説がある。
江戸時代中期までは、裏山にあった大興寺にあったが、廃寺となったため瑞林寺に移したと伝わる。鎌倉時代末期の作で岐阜県の重要指定文化財となっている。

## アクセス
- 国道418号上蜂屋交差点より、約5分。
- JR高山本線美濃太田駅より、車で約15分。

## 文化財
岐阜県指定重要文化財
- 絹本著色涅槃図[2]
- 紙本著色釈迦十六善神図
- 木造聖観音坐像[3]
- 木造弥勒仏坐像[4]

美濃加茂市指定有形文化財
- 無銘宝篋印塔[5][6]
- 雪潭壁画[5][7]
- 藤原利隆禁制[5][8]

## 末寺
室町時代末期に、仁済や剛岳などによって近隣地域に開かれたが、江戸時代になってから東泉寺と普門寺を加えた。
寛文7年(1667年)、尾張藩の改めに際して差し出した文書によると、門外寺家としては、蜂屋村の大梅寺と大興寺。
末寺としては、蜂屋村の小野寺・巣雲院・願成寺・東泉院のほか、比久見村の妙楽寺、米田村の光徳寺、今泉村の正覚寺、田原の長源寺、太田宿の丹井庵、下古井村の霊泉寺、上古井村の禅隆寺、山之上の普門寺と西禅寺、廿屋村の福昌寺、錦織村の福寿寺、恵那郡の東光院、徳祥寺、上手向村の圓徳寺、土岐郡月吉村の大應寺、武儀郡下之保村の天王寺の20箇寺に及び、
元文5年(1740年)には、上蜂屋の薬師庵を末寺とし、
寛保2年(1742年)には、汾陽寺の寺家の放牧軒を譲り受け、霊光院と改称して寺家とした。
延享4年(1747年)11月に尾張藩の寺社奉行に提出した書類には、この他に末寺として桐洞の林泉寺、太田の祥光寺、今泉の神護庵、上飯羽間の徳祥寺の名がある。
- 東光院(岐阜県恵那市岩村町富田) - 元和年間に、瑞林寺七世の竺源玄盛が、大圓寺の再興を志して岩村を訪れたが、当時の岩村藩主の松平乗寿が、岩村遠山氏の菩提寺であった大圓寺の再興を拒んだため、その法嗣が代わって東光院を中興し末寺としたと伝わる。
- 徳祥寺(岐阜県恵那市岩村町飯羽間) - 元和年間に、竺源玄盛が長福寺として上切塚屋の地に建立した。寛永2年(1625年)竺源玄盛は長福寺で遷化した。塔所が寺内墓地にある
- 圓徳寺(岐阜県恵那市山岡町上手向) - 元和2年(1616年)、竺源玄盛が圓徳寺を再興して瑞林寺の末寺とした。圓徳寺の十六世の一渓(俗名:朝川義忠)は、圓徳寺で32年間住持を務めた後に、大正5年(1916年)、瑞林寺の住持となった。
- 大應寺(岐阜県瑞浪市明世町月吉)
- 汾陽寺(岐阜県関市武芸川町)
- 林泉寺(岐阜県下呂市金山町)